# Georg Rodolf Weckherlin

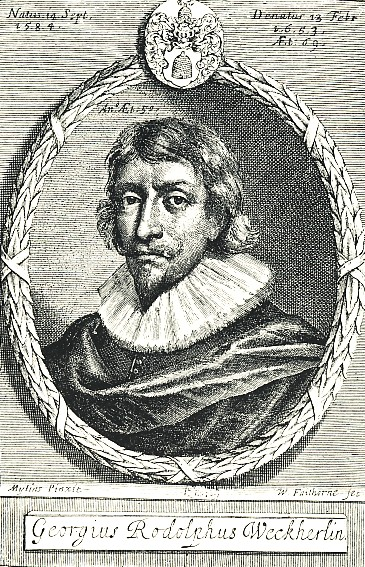
Georg Rodolf Weckherlin; Stich nach einem Gemälde von Daniel Mytens, 1634.

Georg Rodolf Weckherlin (* 15. Septemberjul. / 25. September 1584greg. in Stuttgart; † 13. Februarjul. / 23. Februar 1653greg. in London) war ein höfischer deutscher Lyriker der Spätrenaissance.

## Leben
Weckherlin studierte 1599 bis 1604 Jura in Tübingen und unternahm Bildungsreisen durch Deutschland, Frankreich und England. 1606 trat er in den württembergischen Staatsdienst ein. Ab 1607 war er mit mehreren Unterbrechungen bis 1617 in England, wo er sich mit Elizabeth Raworth verlobte und vermutlich seine ersten Verse verfasste. Seit 1616 war er Sekretär und Hofdichter des Herzogs Johann Friedrich von Württemberg.
1620 ging er erneut nach England, wo er ab 1626 Privatsekretär des englischen Außenministers Lord Conway wurde. Unter Oliver Cromwell schied er 1649 aus dem Staatsdienst aus und eventuell half er seinem Nachfolger John Milton während einer Übergangszeit bei der Einarbeitung.
Weckherlin starb 1653 hochangesehen in London. Sein Enkel war Sir William Trumbull, ein Jugendfreund von Alexander Pope.

## Werk
Weckherlins Hauptleistung war die Einführung kunstvoller Odenformen nach dem Vorbild der französischen Lyriker Pierre de Ronsard, Clément Marot und Joachim du Bellay in die deutsche Literatur. Daneben verfasste er höfische Dichtungen, Gesellschaftslieder, Eklogen und Sonette.
- Oden vnd Gesäng. 2 Bände. Rösslin, Stuttgart 1618–1619 (Digitalisat und Volltext im Deutschen Textarchiv Band 1, Digitalisat und Volltext im Deutschen Textarchiv Band 2)
- Gaistliche und weltliche Gedichte. Jansson, Amsterdam 1641 (Digitalisat und Volltext im Deutschen Textarchiv)

Eine Edition seiner sämtlichen Gedichte von Hermann Fischer in drei Bänden erschien zwischen 1893 und 1907.